# КК Монтепаски Сијена
КК Монтепаски Сијена (итал. Montepaschi Siena) је италијански кошаркашки клуб из Сијене. У сезони 2013/14. такмичи се у Серији А Италије и Евролиги.

## Историја
Клуб је настао 1934. године као секција спортског друштва Mens Sana (Здрав дух) основаног 1871. Ипак, највеће успехе постигао је тек у 21. веку под називом Монтепаски Сијена. Национално првенство први пут је освојио 2004, а затим везао још 7 узастопних титула у периоду од 2007. до 2013. године. Победник Купа Италије био је 5 пута и то узастопно од 2009. до 2013. године, а у Суперкупу је тријумфовао у 7 наврата.
Једина титула у међународној конкуренцији је освојена у Купу Рајмунда Сапорте 2002. године, када је у финалу савладана шпанска Валенсија резултатом 81:71. Клуб је био дугогодишњи редован учесник Евролиге и чак је поседовао А лиценцу овог престижног такмичења у коме је највећи успех било треће место досегнуто 2003, 2008. и 2011. године.

## Успеси

### Национални
- Првенство Италије:
  - Првак (8): 2004, 2007, 2008, 2009, 2010, 2011, 2012, 2013.
  - Вицепрвак (1): 2014.
- Куп Италије:
  - Победник (5): 2009, 2010, 2011, 2012, 2013.
  - Финалиста (2): 2002, 2014.
- Суперкуп Италије:
  - Победник (7): 2004, 2007, 2008, 2009, 2010, 2011, 2013.
  - Финалиста (1): 2012.

### Међународни
- Куп Рајмунда Сапорте:
  - Победник (1): 2002.
- Евролига:
  - Треће место (3): 2003, 2008, 2011.

## Имена кроз историју
Кроз своју дугогодишњу историју клуб је често мењао имена, па се зависно од спонзора звао:
- Sapori (1973-1978, 1981-1983)
- Antonini (1978-1981)
- Mister Day (1983-1986)
- Ticino (1990-1993)
- Olitalia (1993-1994)
- Comerson (1994-1995)
- Cx Orologi (1995-1996)
- Fontanafredda (1996-1998)
- Ducato (1998-2000)
- Montepaschi Siena (2000-тренутно)

## Познатији играчи
- Пјетро Арадори
- Боби Браун
- Никола Булатовић
- Душан Вукчевић
- Луиђи Датоме
- Хенри Домеркант
- Никос Зисис
- Владо Илијевски
- Марко Јарић
- Марио Касун
- Римантас Каукенас
- Кшиштоф Лавринович
- Карлтон Мајерс
- Бо Макејлеб
- Милован Раковић
- Игор Ракочевић
- Александар Рашић
- Тејлор Рочести
- Миленко Топић
- Бутси Торнтон
- Мирсад Туркџан
- Алфонсо Форд
- Данијел Хекет